# Şenol Utku
Şenol Utku (Suruç, Turquia, 23 de novembro de 1931) é um engenheiro civil e matemático estadunidense nascido na Turquia.
Graduado pela Universidade Técnica de Istambul em 1954, imigrou para os Estados Unidos em 1965, sendo naturalizado cidadão estadunidense em 1987. Obteve o Scientiæ Magister (S.M.) em 1959 e o Sc.D. em 1960, ambos no Instituto de Tecnologia de Massachusetts (MIT). Em 1970 foi para o Departamento de Engenharia Civil da Universidade Duke, e em 1979 foi full professor, e também lecionou ciência da computação. Aposentou-se na Universidade Duke em 2002, residindo atualmente em Istambul. O Departamento de Engenharia Civil e Ambiental da Universidade Duke concede anualmente desde 2007 o Senol Utku Award.
Foi eleito membro da American Society of Civil Engineers (ASCE).

## Publicações selecionadas
- "Theory of Adaptive Structures: Incorporating Intelligence into Engineered Products". CRC Press, 1998.
- Charles Head Norris, John Benson Wilbur e Senol Utku, "Elementary Structural Analysis", 4ª Edição. McGraw-Hill, 1990.